# Aleghero
L'isola dell'Aleghero si trova nella Laguna Veneta nei pressi del porto Val da Rio, nel comune di Chioggia. Lunga 680 m e larga da un minimo di 60 m a un massimo di 170, prende nome dalle alghe presenti in laguna. 